# Dinheiro queimado
Dinheiro queimado é uma expressão metafórica que designa o ato intencional de destruir dinheiro. Em um exemplo hipotético, uma cédula de dinheiro pode ser destruída literalmente pondo fogo sobre ela. O dinheiro queimado decrementa a riqueza do proprietário sem diretamente enriquecer qualquer outra parte em particular. Entretanto, no momento em que se reduz o suprimento de papel-moeda em circulação, incrementa-se a valorização do papel-moeda remanescente, incrementando (na proporção aproximada da mesma quantidade do dinheiro queimado) a riqueza coletiva de qualquer um que retém o dinheiro.
Dinheiro pode ser usualmente queimado para comunicar uma mensagem, seja para expressar um efeito artístico, como uma forma de protesto, ou como um sinal. Em alguns jogos, o jogador pode algumas vezes se beneficiar da habilidade de queimar dinheiro (a batalha dos sexos). Queimar dinheiro é ilegal em alguns países.

## Efeito macroeconômico
Do ponto de vista da macroeconomia, queimar dinheiro é equivalente a remover o dinheiro de circulação, e mantê-lo indisponível para sempre; a particularidade está no fato que ninguém mais poderá usar o dinheiro novamente. Queimar papel-moeda diminui o suprimento de dinheiro e, por isso, é um caso especial da política monetária contracionista, que pode ser implementado por qualquer um. Numa situação normal, o Banco Central pode retirar dinheiro de circulação, por exemplo, através da venda de títulos públicos ou de moeda estrangeira. A diferença de queimar dinheiro, é que o Banco Central não precisa gastar nada de valor pelo dinheiro queimado. Queimar dinheiro equivale, figurativamente neste contexto, oferecer o dinheiro de volta ao Banco Central (ou outra autoridade autorizada na emissão de dinheiro). Se a economia encontra-se em um cenário de perfeito equilíbrio, sem défice de emprego, reduzir o suprimento de moeda em circulação causa deflação (ou reduz a taxa de inflação), aumentando o valor real da moeda corrente remanescente em circulação.
Assumindo que o dinheiro queimado é um papel-moeda com valor intrínseco não significativo e que não há destruição de bens reais, a riqueza total do mundo não é afetada. Em vez disso, todo o dinheiro que sobra tem seu valor sutilmente acrescido; a riqueza particular de todo mundo aumenta na proporção da quantidade de dinheiro previamente retido. O economista Steven Landsburg propõe no seu livro "The Armchair Economist" que queimar uma fortuna qualquer (em papel-moeda) é uma forma filantrópica mais igualitária do que confiá-lo para o Tesouro dos Estados Unidos. Em 1920, Thomas Nixon Carver escreveu que o dinheiro jogado ao mar é menos ruim para a sociedade do que gastá-lo à toa,  pois esse último dá trabalho para fazê-lo.

### Opostos
Os bancos centrais periodicamente recolhem e destroem moedas e notas desgastadas e as substituem por outras novas. Isso não afeta a oferta de dinheiro e é feito para manter uma quantidade saudável de moeda corrente utilizável. Essa prática levanta uma hipótese interessante. Se um indivíduo puder entrar e roubar o dinheiro que seria destinado ao incinerador, o efeito é o oposto de queimar dinheiro: o ladrão é enriquecido às custas da sociedade, enquanto mais notas, paralelamente, são jogadas no comércio. Um incidente ocorrido no Banco da Inglaterra inspirou em 2001 o filme para a TV Hot Money e, em 2008 o filme Mad Money.
Outro oposto muito comum é a confecção de dinheiro falso. A falsificação não detectada prejudica toda sociedade, pois diminui o valor do dinheiro exisitente e é uma das razões pelas quais a tentativa de passá-lo é ilegal na maioria dos países, além de ser agressivamente reprimida. Outra maneira de analisar os prejuízos da falsificação é considerar seus efeitos sobre a política monetária dos bancos centrais. Tomando o Brasil como exemplo, se o Banco Central do Brasil  decidir que a base monetária deve ser uma quantia pré-determinada, digamos R$ 100,00 reais, cujo lastro sejam Títulos do Tesouro, então para uma cédula de 100 falsificada, utilizada para comprar um Título, haverá uma cédula autêntica a menos que não poderá ser usada para comprar um Título.

## Racionalismo
Moralmente falando, dinheiro queimado é, de maneira global, desnecessariamente negativo. Um indivíduo que destrói compulsivamente o dinheiro pode estar mostrando sinais de insanidade mental onde, nesse caso, um profissional de saúde qualificado pode justificar sua detenção, através de um laudo, para evitar o dano financeiro.  O impacto cognitivo de queimar dinheiro pode até ser uma útil ferramenta motivacional: pacientes que sofrem do ato de roer unhas podem ser treinados para queimar uma nota de dinheiro cada vez que sentirem vontade de exercer o hábito de roer. Um estudo verificou que esta forma de suprimir o hábito através desse tipo de treinamento de auto-punição pode ser eficaz quando comparado a um grupo de controle, embora não seja tão eficiente como um treinamento de substituição.
Por outro lado, existem situações onde destruir dinheiro pode não ser tão irracional.  Diz-se  que, em uma viagem de navio, o antigo filósofo grego Aristipo foi ameaçado por piratas; ele pegou o seu dinheiro, contou, e o jogou no mar, comentando: "É melhor o dinheiro perecer por minha causa, do que eu perecer por causa dele". Cícero viria a citar este episódio como um exemplo de uma circunstância que deve ser considerada em todo contexto: "... é um ato inútil jogar dinheiro no mar, mas não se feito como Aristipo o fêz."

### Simbolismo

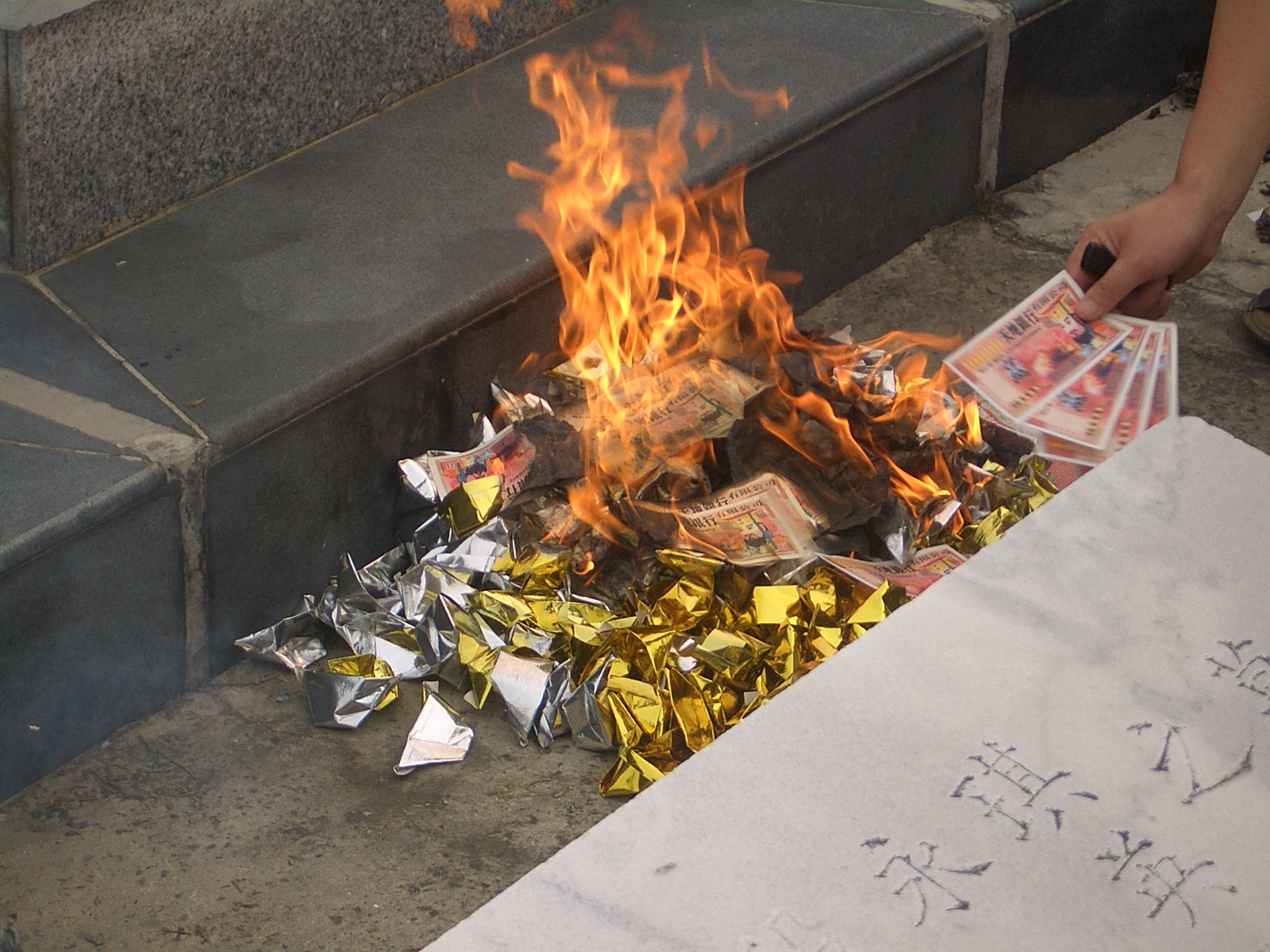
Dinheiro simbólico queimado na Homenagem aos Mortos

O dinheiro queimado publicamente pode ser um ato de protesto ou uma espécie de expressão artística. Muitas vezes o ponto é enfatizar a inutilidade intrínseca do dinheiro. Em 2004, o poeta, diretor e ator Michel Melamed incendiou, ao final de sua peça, notas de pequeno valor, despertando o sentimento crítico do público. Em 1984, o francês Serge Gainsbourg queimou 500 francos para protestar na televisão contra as altas taxas impostas pelo governo.
Em 23 de agosto de 1994, a Fundação K (uma fundação de arte consitituida por Bill Drummond e Jimmy Cauty) queimou o equivalente a £ 1.000.000 de libras esterlinas em dinheiro, na ilha escocesa de Jura. Esse dinheiro representava a maior parte dos fundos da Fundação K, recebidos por Drummond e Cauty quando tocavam na banda The KLF, um dos grupos pop mais bem sucedidos do Reino Unido do início da década de 1990. A dupla nunca explicou completamente suas motivações para a queima.
Na sequência de início do filme Dead Presidents de 1995, o diretor Kyle Cooper filmou notas de dólar queimando, experimentando durante dois dias com papel para capturar o efeito certo.
No início do século XVIII, os tribunais da cidade de Nova York queimavam publicamente quaisquer cédulas falsas que fossem encontradas, afim de mostrar que as mesmas eram simultaneamente perigosas e inúteis.
Na tradição chinesa de Homenagem aos Mortos é comum queimar cerimonialmente papel imitando dinheiro com a intenção de que os mortos possam usufruir deste dinheiro em uma vida mais confortável após a morte.

### Teoria dos jogos
Na Teoria dos Jogos a intenção de queimar dinheiro pode afetar a estratégia dos jogadores envolvidos; um exemplo clássico é a situação descrita como "a batalha dos sexos", onde a habilidade de se poder queimar dinheiro permite ao jogador alcançar o equilíbrio desejado sem ter que realmente queimar dinheiro de verdade.

### Como valor de mercadoria
O dinheiro circulante, algumas vezes, pode ser destruído para ser convertido em matéria-prima, evitando assim que a moeda perca completamente seu valor agregado. Às vezes, a moeda destinada para o uso comercial torna-se menos valorizada que a própria commodity vinculada a ela, usualmente quando a inflação faz com que o seu valor de face despenque muito abaixo do valor de lastro associado a ela. Por exemplo, na Índia em 2007, as rúpias (moedas indianas) desapareceram do mercado quando o seu valor de face despencou abaixo do valor do aço inoxidável a partir do qual elas eram feitas. De maneira similar, em 1965, o governo dos Estados Unidos teve que substituir as moedas de prata de 25 centavos por outras feitas de uma liga de cobre e níquel, porque o valor da prata das quais as moedas eram feitas era maior do que o valor de face da própria moeda e estavam sendo derretidas pelas pessoas que obtinham lucro sobre o metal. No pico da inflação na República de Weimar, as pessoas queimavam o papel-moeda para produzir calor, uma vez que seu valor de face tinha despencado abaixo do que se valia como combustível.

## Efeitos legais

### Estados Unidos
Nos Estados Unidos, queimar papel-moeda é proibido de acordo com parágrafo § 333, Título 18, que se refere à parte penal do Código Federal Norte-Americano (18 U.S.C. § 333):  Mutilação de títulos bancários, os quais inclui-se "de qualquer tipo", que torne as notas "inaproveitáveis". No julgamento da Sra. Atwater contra a Cidade de Lago Vista, no Texas, o Procurador-Geral Seth Waxman escreveu que prender um indivíduo que remove intencionalmente os valores das bordas de uma nota de dólar "pode ser entendido como uma ação contra falsificação".  Não está claro se o estatuto já foi aplicado em resposta à destruição completa de uma nota. Protestos políticos cobertos pela mídia já flagraram algumas pessoas queimando publicamente pequenas quantidades de papel-moeda - sem que tenham ocorrido consequências aparentes.
A questão da legalidade tem sido comparada muito mais politicamente à questão da profanação da bandeira. Em 1989, em um Comitê Judiciário do Senado dos Estados Unidos, no qual se discutiu sobre a Lei de Proteção da Bandeira, o Ex-Procurador Geral dos EUA, William Barr, declarou que qualquer regulamentação que proteja algo puramente por seu valor simbólico seria considerada inconstitucional. O relatório do Senado, que recomenda a aprovação da Lei, argumentou que a teoria de Barr tornaria o parágrafo § 333 do Título 18 da lei federal norte-americana inconstitucional também. No julgamento de Smith vs. Goguen, sobre uma bandeira que foi queimada em público, o Chefe de Justiça William Rehnquist contou com o 18 U.S.C. § 333 juntamente com outros estatutos, no qual o Governo protege o interesse público sobre algumas propriedades privadas que "não é o interesse de propriedade tradicional". Por outro lado, o interesse do Governo de proteger a moeda em circulação não é meramente simbólico; mas é porque custa ao Departamento de Cunhagem e Impressão dos Estados Unidos, cerca de 5 centavos de dólar para substituir uma nota.
Em 1996, os engenheiros Ken Goldberg, Judith Donath e Mark Pauline efetuaram uma experiência artística tele-robótica denominada Legal Tender, com a intenção de verificar se a lei poderia incutir um sentido de risco físico sobre interações online. Depois que os voluntários foram informados da possibilidade de serem criminalmente imputados pelo estatuto norte-americano (18 U.S.C. § 333) com até seis meses de prisão, foi-lhes concedida a oportunidade de simular a desfiguração, remotamente,  pela web, de pequenas porções de um par de notas de 100 dólares "supostamente autênticas". Um crime de verdade poderia estar ocorrendo - "mas apenas se as notas fossem reais, o website Autenticação|autêntico, e o experimento realmente executado".  Na realidade, uma das notas era real e a outra era falsa. Quase todos os participantes relataram que acreditavam que a experiência era real e que as duas notas eram falsas.
Nos Estados Unidos, a destruição de dinheiro está vinculada às mesmas leis que governam a destruição de propriedade privada. Particularmente, não é possível imputar uma pessoa que decidiu queimar seu próprio dinheiro depois de morto.

### Austrália
A seção 16 do Crimes (Currency) Act 1991 proíbe a danificação e destruição deliberada de moedas ou notas australianas atuais ou históricas. Esta ação está sujeita a detenção ou multa.
De acordo com essa lei, o simples ato de escrever sobre as notas pode ser punível.

### Brasil
No Brasil, queimar papel-moeda é assunto polêmico, haja vista a legislação que trata do assunto ser bem esparsa. Não existe nas leis brasileiras tipificação explícita para este ato. O chefe do Meio Circulante do Banco Central, João Sidney Figueiredo Filho, declarou que "quando o dinheiro está no Banco Central, é propriedade do Tesouro Nacional. Se sai, não".
Entretanto, a doutrina majoritária trata do assunto como crime de dano qualificado, previsto Art. 163, parágrafo único, inciso III, do Código Penal brasileiro . Para o Delegado de Polícia da Classe Especial, Dr. Jeferson Botelho Pereira,  "quem rasga dinheiro, comete crime contra o patrimônio da União". Para o Juiz de Direito Jesseir Coelho de Alcântara , "Implicitamente dinheiro é bem público". A fabricação de papel-moeda, através da Casa da Moeda, é competência privativa do Banco Central, cuja emissão é outorgada pela União. Nesta linha de raciocínio o papel-moeda pertenceria à União, e seu valor intrínseco ao particular. O princípio utiliza o respaldo dos artigos 98 e 99 do Novo Código Civíl Brasileiro, estendendo ao dinheiro o mesmo tratamento dado aos rios, mares, estradas, ruas e praças.

### Canadá
O Código Monetário canadense determina que ninguém pode danificar, destruir ou inutilizar qualquer dinheiro que esteja legalmente circulando no Canadá.  Os infratores podem ser penalizados com prisão ou multa.

### União Europeia
De acordo com a recomendação da Comissão Europeia datada de 22 de Março de 2010  "Os Estados-membros da União Europeia não devem proibir ou punir a completa destruição de pequenas quantidades de moedas ou notas de Euro quando isto acontecer em uma situação privada. Entretanto, os Estados devem proibir a destruição não autorizada de grandes quantidades de moedas ou notas de Euro". Também ressalta que "Os Estados membros não devem encorajar a mutilização de notas ou moedas de Euro para propósitos artísticos", mas são sugeridos a tolerar quando isto acontecer. Moedas ou notas levemente mutiladas não devem ser consideradas impróprias para circulação.
A União Europeia define "falsificar ou fraudulentamente alterar o dinheiro de qualquer forma" como um crime.  Também, de acordo com a norma 1210/2010 EU, "todo o dinheiro que for impróprio para circulação deve ser entregue a autoridade federal competente". Os países da União Europeia devem remover o dinheiro de circulação e reembolsar o detentor, não importando o país da emissão.
O Banco Central Europeu (BCE) estabeleceu que "Estados-Membros podem recusar-se a reembolsar o dinheiro Euro, que tenha se tornado deliberadamente impróprio para circulação, ou quando a causa derivou de um processo que poderia previsivelmente levar o dinheiro a ser tornar impróprio para circulação. A exceção a isso é o dinheiro coletado para fins de caridade, assim como moedas atiradas à uma fonte." O departamento legal do BCE também especifica que "o BCE irá recusar reembolsar o dinheiro que foi emitido para fins publicitários".
A União Europeia prevê uma obrigação ao nível da comunidade para que o dinheiro "neutralizado" seja removido de circulação, bem como aquele que tenha se tornado impróprio para os sistemas de segurança.

### Nova Zelândia
Na Nova Zelândia o Reserve Bank of New Zealand Act de 1989 proíbe expressamente a danificação, mutilação, modificação ou destruição intencional de notas bancárias, prevendo multa para os contraventores de até US $ 1000.

## Outras leituras
- Afshar, Farhad (1992). «The Nation State as the Main Factor of Social Destabilisation in the Periphery. The Gordian Knot of Development». In:  Claude Auroi. The role of the state in development processes. London: Frank Cass. pp. 32–33
- Axelrod, S.; Hall, R.V.; Weis, L.; Rohrer, S. (1974). «Use of self-imposed contingencies to reduce the frequency of smoking behavior». In:  Mahoney, M.J., Thoresen, C.E. Self-Control: Power to the Person. Monterey,: Brooks/Cole. pp. 77–85
- Boyer, J. (maio 1912). «Destroying 300 millions in paper money: a scientific method of burning banknotes». Scientific American. 106: 396
- Butler, Eamonn (1985). Milton Friedman: A Guide to his Economic Thought. [S.l.: s.n.] p. 54
- Karlen, Peter H. (1992). «Moral Rights and Real Life Artists». Hastings Communications and Entertainment Law Journal. 15: 929
- Kirshner, Jonathan (1997). Currency and Coercion: The Political Economy of International Monetary Power. [S.l.: s.n.] p. 100
- Köhler, Heinz (1970). Economics: the science of scarcity. [S.l.: s.n.] pp. 188, 194
- Kreh, William R. (dezembro 1962). «Pentagon sidelights». Popular Mechanics: 34
- McNally, Dennis (2003). A Long Strange Trip: The Inside History of the Grateful Dead. [S.l.: s.n.] p. 256
- Ruskin, John (31 de julho de 1868). «Letter to the editor: Is England Big Enough?». The Daily Telegraph
- United States House Judiciary Committee (1967). Desecration of the Flag: Hearings Before Subcommittee No. 4, Ninetieth Congress, First Session, on H.R. 271 and Similar Proposals to Prohibit Desecration of the Flag. [S.l.: s.n.] p. 267
- United States House Judiciary Subcommittee on Criminal Justice (1982). Revision of the federal criminal code. [S.l.: s.n.] pp. 4726, 4782
- United States House Judiciary Subcommittee on Civil and Constitutional Rights (1989). Statutory and constitutional responses to the Supreme Court decision in Texas v. Johnson. [S.l.: s.n.] p. 225